# Efterslægtens Boldklub
L'Efterslægtens Boldklub è una squadra di pallamano maschile danese con sede a Copenaghen.

È stata fondata nel 1920.

## Palmarès

### Titoli nazionali
- Campionato danese: 1
1970-71.